# Commentary (folyóirat)
A Commentary egy havonta megjelenő, politika, kulturális és szociális témákkal foglalkozó amerikai folyóirat.

## Története
A Commentary egy havonta megjelenő, politika, kulturális és szociális témákkal foglalkozó amerikai folyóirat, amit az American Jewish Committee alapított 1945-ben. A Norman Podhoretz által szerkesztett lap az 1960-as években még az amerikai értelmiségi zsidók értékrendjével megegyező liberális irányvonalat képviselt, majd az 1970-es évektől kezdődően erőteljes jobboldali, neokonzervatív fordulatot vett. Ettől kezdve mindvégig jellemző volt rá a markáns antikommunista kiállás. A lap a XX. század második felében rendkívüli politikai befolyásra tett szert – Richard Pells történész szerint „nincs még egy folyóirat az elmúlt fél évszázad történetében, amelyik a Commentaryhoz hasonló erővel hatott volna az Egyesült Államok szellemi és politika életére.

## Az 1960-as évek, Podhoretz főszerkesztői időszakának kezdete
A nagy fellendülés előtt, az 1950-es évek végén a Commentary jelentősen vesztett korábban meglévő politikai súlyából, a lap alapító-főszerkesztője, Elliot Cohen pedig 1959-ben öngyilkosságot követett el. A sokk után igazi diadalmenet következett: a Commentary irányítását Norman Podhoretz vette át – és egészen 1995-ös nyugdíjba vonulásáig kézben is tartotta a vezetést. Podhoretz kezében a lap először a baloldal felé kezdett nyitni: az irányváltásnak is köszönhetően a magazin hamarosan elérte a 60 ezres laponkénti eladott példányszámot, és gyorsan a washingtoni liberális elit, John F. Kennedy és Lyndon B. Johnson híveinek támaszává vált.

## Neokonzervatív kibontakozás
A ’60-as évek végén az Új Baloldal megjelenése azonban újabb gyökeres fordulatot hozott: Podhoretz nem értett egyet az új politikai vonulattal, a Commentary cikkeiben éles hangú támadások érték az új irányzat politikával, bűnözéssel, drogokkal és új egalitarizmussal kapcsolatos törekvéseit. A Commentary értékítélete szerint az Új Baloldal „Amerika-ellenes”, antiliberális, antiszemita érdekeket képviselt, ami ellen erőteljes kiállást szorgalmazott. A lap irányváltása indította el a neokonzervativ mozgalom kibontakozását, amelyben sok kiábrándult liberális is megtalálta a számítását.
Az olvasótábor jobboldali irányba tolódott, a Commentary sikeresen tudta megszólítani az amerikai konzervatív értelmiségieket. A lap kérlelhetetlen antikommunizmusa ettől kezdve mindmáig jellemző, ami a hidegháború megvívásában is fontos szerepet játszott. A vietnámi háború által keltett csalódás sokakat kiábrándított – ami a Szovjetunióval kapcsolatos kiállást is jelentősen gyengítette. „A Commentaryra ezekben az időkben kulcsszerep hárult: Vietnám után Podhoretz lapja lett az első számú eszköze annak, hogy felvegyék a kesztyűt az országszerte elterjedt újkeletű izolacionista hangulattal és a nemzeti önváddal szemben. Küldetésének tekintette, hogy az amerikai nyilvánosságot újfent megértesse olyan az tényekkel, amiket elhomályosított a vietnámi csalódás – ilyen volt többek között a kommunista eszmerendszer agresszív, terjeszkedő természete.”
„Így történt, hogy a Commentary lapjain egy értelmiségi csoport nekiállt ellensúlyozni a Vietnám-szindrómát, amely olyan bénítóan hatott Amerikára. Mondanivalójuk egy része már jóval a vietnámi háború előtt megfogalmazódott, néhány üzenetük pedig a hidegháború után is érvényben maradt. A hidegháború kimenetele és a folyóirat mondanivalója szempontjából a döntő időszak egyaránt az amerikaiak Vietnámból való kivonulása (1973 és a berlini fal 1989-es leomlása, a hidegháború vége közt eltelt, nagyjából tizenöt év volt."
2015 tavaszán a Közép- és Kelet-európai Történelem és Társadalom Kutatásáért Közalapítvány kiadásában jelent meg a Szabadság/Harcosok – hidegháborús írások című kötet, amely a Commentary legkiválóbb hidegháborús témában írt cikkeit elsőként tette elérhetővé magyar nyelven. A kiadványt Joshua Muravchik, a Commentary állandó szerzője állította össze, és többek között olyan kuriózumszámba menő írások is megtalálhatók benne, mint John Lukacs 1956-os magyar forradalomról írt munkája.

## Külső hivatkozások
- https://www.commentarymagazine.com/